# Altamiro Martins
Altamiro Duarte Martins, conhecido artisticamente como Altamiro Martins (Franca, 7 de janeiro de 1931 - São Paulo, 2 de novembro de 2005) foi um ator brasileiro de cinema, teatro e televisão e também editor.

## Biografia
Altamiro Martins nasceu em Franca, no interior de São Paulo em 7 de janeiro de 1931.
Trabalhou na Companhia Cinematográfica Multifilmes de Mario Civelli em 1953. No cinema participou de alguns filmes nas décadas 1950, como “A Sogra” e “Chamas no Cafezal“. Na Cinédia ainda participou de “São Paulo Sociedade Anônima” e de “O Jeca e o Bode”. 
Como ator no teatro teve atuação destacada na peça "Aurora", de 1953. Foi dirigido por Flávio Rangel em “Gimba” de Gianfrancesco Guarnieri, ao lado de Maria Della Costa.  Com Nathália Timberg e Leonardo Villar atuou na peça " O Pagador de Promessas", de Dias Gomes, antes da versão do cinema.  No teatro Novos Comediante atuou em peças como "A Hora Marcada", ao lado de Tarcísio Meira, que na época usava o nome de batismo, Tarcísio Magalhães Sobrinho. Recebeu menção honrosa por sua atuação na peça "Tragédia de Nova York". Juntamente com a esposa, a atriz Vera Nunes atuou em diversas peças teatrais em Portugal junto com a Campanhia de André Villon e Cilo Costa.. 
Na Televisão participou do Grande Teatro Tupi de 1959 a 1961. Atuou como assistente de Elísio de Albuquerque em programa da TV Cultura no começo da década de 1960. Na TV Excelsior participou de programas como Teleteatro Brastemp, produzido por Bibi Ferreira.. Na TV Globo teve participação em duas novelas de Benedito Ruy Barbosa: “O Rei do Gado” e “Esperança".
Nos anos 2000, no SBT, trabalhou com Ronald Golias e Moacyr Franco no seriado “Meu Cunhado". Foi um dos fundadores do Museu da TV em 1995, ao lado de sua esposa Vera.  
Altamiro Martins faleceu em 2 de novembro de 2005, aos 77 anos de idade.

## Carreira

### No cinema
| Ano  | Título                      | Personagem | Notas          |
| ---- | --------------------------- | ---------- | -------------- |
| 1954 | Fatalidade                  | —          |                |
| 1965 | São Paulo Sociedade Anônima | —          |                |
| 1972 | Jeca e o Bode               | Psiquiatra |                |
| 1995 | Ruídos de Passos            | Idoso      | Curta-metragem |
| 2004 | Nina                        | Médico     |                |

Como Editor
| Ano  | Título            |
| ---- | ----------------- |
| 1954 | A Sogra           |
| 1954 | Chamas no Cafezal |

### Na televisão
| Ano       | Título              | Personagem      | Notas                       |
| --------- | ------------------- | --------------- | --------------------------- |
| 1959      | Grande Teatro Tupi  | —               | Episódio: "Jane Eyre"       |
| 1959      | Grande Teatro Tupi  | —               | Episódio: "Iaiá Garcia"     |
| 1960      | Grande Teatro Tupi  | —               | Episódio: "Boneco de Louça" |
| 1962      | Teleteatro Brastemp | —               |                             |
| 1968      | Águias de Fogo      | Dr. Alves       | Episódio: "O Imprevisto"    |
| 1992      | Perigosas Peruas    | —               |                             |
| 1996      | O Rei do Gado       | Tabelião        |                             |
| 2002      | Esperança           | Médico de bordo |                             |
| 2004-2005 | Meu Cunhado         | Dr. Polidoro    | 4 episódios                 |

### No teatro
| Ano  | Título                                | Personagem   |
| ---- | ------------------------------------- | ------------ |
| 1957 | Juno e o Pavão                        | Jerry Devine |
| 1958 | Pedreira das Almas                    |              |
| 1959 | A Senhoria                            | Antônio      |
| 1959 | Gimba, Presidente dos Valentes        | Repórter     |
| 1960 | Mirandolina (Portugal)                |              |
| 1961 | Conheça o Seu Homem(Portugal)         |              |
| 1961 | Divorciados (Brasil e Portugal)       |              |
| 1961 | Espanta Gato (Portugal)               |              |
| 1961 | Jogo de Damas(Portugal)               |              |
| 1961 | Mulher, Zero Quilômetro (Portugal)    |              |
| 1961 | Pintado de Alegre                     |              |
| 1961 | Society em Baby Doll(Portugal)        |              |
| 1961 | Veneno de Cobra (Portugal)            |              |
| 1961 | Zero à Esquerda (Portugal)            |              |
| 1962 | O Pagador de Promessas                | Repórter     |
| 1963 | M.M.Q.H. - Muito Mais Que Hidrogênio" | Luminícus    |
| 2002 | Homens de Papel                       |              |